# Брагунские минеральные источники
Брагунские минеральные источники — гидрологический памятник природы, расположенный в Гудермесском районе Чечни. Включает в себя два минеральных источника. Один расположен на северо-западной окраине села Дарбанхи, второй — в 1 км к западу от железнодорожного переезда у села Дарбанхи. Выходы источников связаны с продольным тектоническим разрывом в восточной части северного склона Брагунского хребта.
Источники относятся к сульфатно-хлоридно-гидрокарбонатно-натриевому типу, минерализация составляет 1,3 г/л. Температура воды первого источника достигает +98 °C, второго — +48 °C. Дебит источников неизвестен. Используется местным населением и приезжими для лечения различных заболеваний. В селе Дарбанхи располагается Брагунская водолечебница широкого профиля, на территории которой находятся 11 термальных источников.
Имеет статус особо охраняемой природной территории республиканского значения. Брагунские источники ранее были известны как воды Святого Петра и принадлежали в XIX веке князю Таймазову.